# Fernando Soto Aparicio
Fernando Soto Aparicio (Socha, Boyacá, 11 de octubre de 1933-Bogotá, 2 de mayo de 2016) fue un escritor, guionista y profesor Colombiano.

## Biografía
Nació en Socha, Boyacá, el 11 de octubre de 1933. Al mes de nacer, su familia se trasladó a Santa Rosa de Viterbo, donde pasaría su infancia. Luego, siendo joven, se dedicó a la escritura. Tras alguna estancia en el extranjero en misión diplomática, en 1960 se estableció definitivamente en Bogotá. Además de su ingente producción literaria, cultivó el periodismo, publicando artículos de opinión en los principales rotativos colombianos, y escribió numerosos guiones para la televisión. Fue profesor de la Universidad Militar Nueva Granada en Bogotá.
Entre sus obras se encuentran Mientras llueve (1966), Viaje al pasado (1970), Mundo roto (1973) y muchos títulos más. En novelas como La rebelión de las ratas pueden apreciarse las líneas de fuerza de su narrativa. El protagonista, un campesino llamado Rudecindo Cristancho, llega con su familia a la población de Timbalí con la esperanza de hallar un empleo y una vida mejor. Sin recurso alguno, la familia se instala en un basurero y Rudecindo logra ser contratado en una mina de carbón, donde padece la explotación y las miserables condiciones de trabajo. El intento de formar un sindicato desemboca en una rebelión y en el final trágico ya que fue asesinado cruelmente por el mismo poder social de los dueños de las minas. Se trata de un implacable relato testimonial, cargado de dureza, sobre las ínfimas condiciones de vida de las clases pobres. Su producción lírica corrió paralela a la narrativa, si bien se inició antes: de 1953 data su poema Oración personal a Jesucristo. Algunos de sus poemarios son Diámetro del corazón (1964), Motivos para Mariángela (1966), Palabras a una muchacha (1968), Sonetos con forma de mujer (1976), La paz sea con nosotros (1986), Pasos en tierra (1984) y Carta de bienvenida a la paz (1989). En su obra poética, concebida con una función social, el autor vierte, en un estilo elaborado pero fluido, tanto su angustia personal como las incertidumbres y zozobras de su circunstancia histórica concreta. Soto Aparicio es autor además de algunas obras destinadas al público infantil, como El color del viento, Guascas y guacamayas y Lunela"
Falleció el 2 de mayo de 2016,a los 82 años, de cáncer gástrico,en Bogotá.

## Obras
Las obras de Fernando Soto Aparicio exploran a la sociedad en todas sus facetas posibles retratando la relación de los individuos con los poderes establecidos (religioso, jurídico, económico y militar). Entre su prolífica obra hay novelas, libros de poemas, cuentos, literatura infantil y juvenil, ensayos, obras de teatro y guiones para cine y televisión.

## Premios
En agosto de 1950 publica su primera obra, Voces en silencio. En 1960 ganó un premio "Nova Navis" con su novela Los Bienaventurados, y en 1961 el premio Selecciones Lengua Española con su obra La rebelión de las ratas. Ha ganado una mención Casa de las Américas en 1971 por su obra Jazmín desnuda y Premio Ciudad de Murcia en 1971 Por su Novela "Viaje a la claridad". 

## Obras
Novela
- Después empezará la madrugada, 1959
- Los bienaventurados, 1960
- La rebelión de las ratas, 1962
- Mientras llueve, 1966
- El espejo sombrío, 1967
- Viaje al pasado, 1970
- La siembra de Camilo, 1971
- Viaje a la claridad, 1972
- Mundo roto, 1973
- Puerto Silencio, 1974
- Proceso a un ángel, 1977
- Los funerales de América, 1978
- Viva el ejército, 1979
- Camino que anda, 1980
- Hermano hombre, 1982
- La cuerda loca, 1985
- La demonia, 1987
- Palabra de fuego, 1988
- Jazmín desnuda, 1987
- Los últimos sueños, 1990
- Los juegos de Merlina, 1992
- El color del viento, 1993
- Sólo el silencio grita, 1993
- Y el hombre creó a Dios, 1999
- La última guerra, 2000
- Quinto mandamiento, 2000
- No morirá el amor, 2001
- Los hijos del viento, 2003
- La noche del girasol, 2004
- Todos los ríos son el mismo mar, 2007
- El sueño de la anaconda, 2008
- La agonía de una flor, 2010
- La sed del agua, 2015

Poesía
- Diámetro del corazón, 1964
- Motivos para Mariángela, 1966
- Oración personal a Jesucristo, 1967
- Palabras a una muchacha, 1967
- Canto personal a la libertad, 1969
- Cartas a Beatriz, carta abierta a una guerrillera, 1970
- Sonetos con forma de mujer, 1976
- La paz sea con nosotros, 1980
- Pasos en la tierra, 1984
- Lecturas para acompañar al amor, 1989
- El amor nuestro de cada día, 1994
- Carta de bienvenida a la paz, 1999
- Las fronteras del alma, 2004
- Testigo de excepción, 2005
- Alba de otoño: sonetos, 2008
- Corazón, escribámosle, 2012
- La muerte de la doncella: fantasia poética, 2015

Cuento
- Solamente la vida, 1961
- Los viajeros de la eternidad, 1995
- Bendita sea tu pureza, 1999

Literatura infantil y juvenil
- Lunela, 1986
- Guacas y guacamayas, 1995
- Alfajuego, 2000
- El corazón de la tierra, 2008
- El duende de la guarda, 2013

Otros
- La estrecha relación entre literatura, filosofía e historia; Cómo se investiga para una novela histórica, 1989, conferencias
- Para estrenar las alas, 2001
- Cartilla para mejorar el mundo, 2002
- Pedro Pascasio Martínez Rojas: héroe antes de los doce años, 2005, biografía
- Taller para la enseñanza de la felicidad, 2011, reflexiones
- La amante de Lubina, 2012, teatro
- Memorias de la memoria, 2012
- Bitácora de un agonizante: camino para cien voces, 2015
- ¡Yo tengo derechos y también... tengo deberes!, 2015
- Himno del Municipio de Duitama

Recopilaciones, selecciones, antologías
- Presencia del amor: antología personal, 2010